# Ciclo catalítico

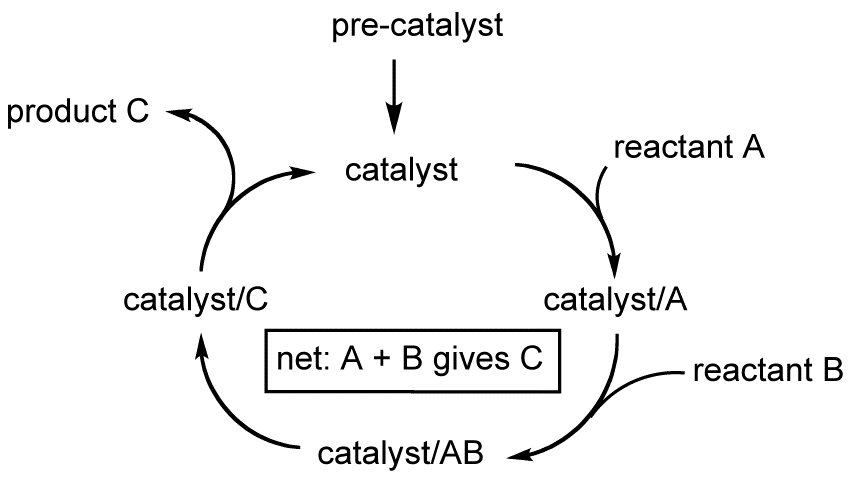
Ciclo catalítico para conversão de A e B em C

Um ciclo catalítico em química é um termo para um mecanismo de reação multipasso que envolve um catalisador. O ciclo catalítico é o principal método para escrever o papel de cataliseadores em bioquímica, química de organometálicos, ciência dos materiais, etc. Frequentemente taius ciclos mostram a conversão de um pré-catalisador em um catalisador. Desde que catalisadores sejam regenerados, ciclos catalíticos são normalmente escritos como uma sequência de reações químicas na forma de um ciclo. Em tais ciclos, o passo inicial envolve a ligação de um ou mais reagentes pelo catalisador, e o passo final a liberação do produto e a regeneração do catalisador. Verbetes dobre o processo Monsanto, o processo Wacker, e a reação de Heck mostram ciclos catalíticos...